# Liso Polje
Liso Polje (izvirno srbsko Лисо Поље) je naselje v Srbiji, ki upravno spada pod Občino Ub; slednja pa je del Kolubarskega upravnega okraja.

## Demografija
V naselju živi 215 polnoletnih prebivalcev, pri čemer je njihova povprečna starost 40,7 let (40,5 pri moških in 41,0 pri ženskah). Naselje ima 75 gospodinjstev, pri čemer je povprečno število članov na gospodinjstvo 3,71.
To naselje je, glede na rezultate popisa iz leta 2002, večinoma srbsko.
|  |

| Demografija | Demografija     | Demografija     |
| Leto        | Št. prebivalcev | Št. prebivalcev |
| ----------- | --------------- | --------------- |
|             |                 |                 |
|             |                 |                 |
|             |                 |                 |
|             |                 |                 |
| 1948        | 317             |                 |
| 1953        | 367             |                 |
| 1961        | 369             |                 |
| 1971        | 323             |                 |
| 1981        | 291             |                 |
| 1991        | 247             | 243             |
| 2002        | 278             | 278             |
|             |                 |                 |

| Etnična sestava po popisu iz leta 2002 | Etnična sestava po popisu iz leta 2002 | Etnična sestava po popisu iz leta 2002 | Etnična sestava po popisu iz leta 2002 | Etnična sestava po popisu iz leta 2002 |
| -------------------------------------- | -------------------------------------- | -------------------------------------- | -------------------------------------- | -------------------------------------- |
| Srbi                                   | Srbi                                   |                                        | 277                                    | 99,64%                                 |
| Neznano                                | Neznano                                |                                        | 1                                      | 0,35%                                  |